# Estêvão da Gama (XVI secolo)
Don Estêvão da Gama (1505 circa – 1576) è stato un nobile e militare portoghese, governatore della Costa d'Oro portoghese e dell'India portoghese.

## Biografia
Secondo figlio del celebre esploratore Vasco da Gama e della moglie Catarina de Ataíde, nacque presumibilmente (la data non è conosciuta con esattezza) nel 1505, e prese il nome dal nonno paterno Estêvão da Gama.
Si recò con il padre in India, dove prestò servizio come capitano maggiore. Nel 1538 prese il posto di Paulo da Gama, suo fratello, come capitano di Malacca, dopo aver servito sotto di lui dal 1534.
Nel 1540 fu nominato dal re Giovanni III del Portogallo governatore dell'India, poiché aveva dimostrato il suo valore nel suo precedente incarico, respingendo i nemici del Portogallo nella regione asiatica. Nel nuovo ruolo, intraprese una campagna contro la flotta del pascià d'Egitto, organizzata in risposta alle incursioni che avevano messo a rischio la piazzaforte di Diu.
Salpato da Goa il 31 dicembre 1540 alla testa di una flotta di 80 navi e con al seguito quasi 2.000 soldati, raggiunse Aden il 27 gennaio 1541 e Massaua il 12 febbraio. Dopo aver sbarcato alcuni uomini, proseguì verso nord. Raggiunta Suez, scoprì che gli Ottomani erano da tempo a conoscenza della sua incursione e sventarono il suo tentativo di bruciare le loro navi spiaggiate. Estêvão da Gama fu dunque costretto a ritirarsi fino a Massaua, pur soffermandosi ad attaccare il porto di El-Tor nella penisola del Sinai.
Tornato a Massaua, scoprì che gli uomini che aveva lasciato erano inquieti, e avevano ricevuto richiesta da parte dell'Imperatore d'Etiopia Galadewos di aiutarli in una guerra contro il comune nemico ottomano. Gama acconsentì alle loro richieste e sbarcò 400 uomini, 130 schiavi militari e rifornimenti sufficienti per loro a Massaua, sotto il comando di suo fratello Cristoforo da Gama, prima di ripartire per l'India il 9 luglio. Il raid contro Suez, sebbene senza successo, rimase uno degli episodi maggiormente ricordati della storia dell'India portoghese.
Dopo aver lasciato l'incarico di governatore dell'India nel 1542, tornò in Portogallo, prima di stabilirsi a Venezia, contrariato con il re Giovanni III che gli aveva imposto un matrimonio di convenienza. Fu in seguito nominato governatore di Lisbona, dopo declinato l'invito a diventare nuovamente governatore dell'India.

## Riferimenti nella cultura di massa
Il personaggio di Estêvão da Gama compare nel film indiano Urumi, interpretato da Alexx O'Nell.